# 훗 (Hoot) (노래)
〈훗 (Hoot)〉은 대한민국의 걸 그룹 소녀시대의 노래이다. 세 번째 미니 앨범 《훗 (Hoot)》의 타이틀곡으로, 2010년 10월 25일 발매되었다.

## 안무
"훗"을 무대에서 공연하는 데에 있어 노랫말에 맞춰 궁수가 활로 화살을 쏘는 동작을 따와 안무의 포인트로 삼았다.

## 뮤직 비디오
10월 19일에 공개된 티저 비디오는 영화《007 제임스 본드 시리즈》의 오프닝 건 배럴(Gun Barrel) 시퀀스를 패러디한 34초짜리 동영상으로서 작곡가 몬티 노먼(Monty Norman)과 존 배리(John Barry)의 오리지널 스코어를 샘플링하여 삽입하기도 하였다.
타이틀 곡 "훗"의 공식 뮤직 비디오는 10월 중순 경기도 남양주시에 위치한 세트에서 촬영됐으며, 장재혁 감독이 연출하였다. 상영 시간은 4분 13초이며, 28일에 공개되었다. 슈퍼 주니어의 일원, 최시원이 제임스 본드 같은 분위기를 풍기는 한 남자 역으로 특별 출연하였다.

## 차트
| 차트 (2010)                   | 최고 순위 |
| ----------------------------- | --------- |
| 대한민국 (가온 디지털 차트)   | 1         |
| 대한민국 (가온 다운로드 차트) | 1         |
| 대한민국 (가온 스트리밍 차트) | 1         |
| 대한민국 (가온 BGM 차트)      | 4         |

| 차트 (2010)                   | 최고 순위 |
| ----------------------------- | --------- |
| 대한민국 (가온 디지털 차트)   | 10        |
| 대한민국 (가온 다운로드 차트) | 28        |
| 대한민국 (가온 스트리밍 차트) | 31        |

## 같이 보기
- 2010년 가온 디지털 차트 1위 목록